# Cinema a Napoli
(David Clarke)
La storia del cinema a Napoli inizia alla fine del XIX secolo e nel tempo ha registrato opere cinematografiche, case di produzione e cineasti di rilievo. Nel corso dei decenni inoltre il capoluogo partenopeo è stato sfruttato come set cinematografico per molte opere, oltre 600 secondo il sito Internet Movie Database, il primo dei quali sarebbe Panorama of Naples Harbour del 1901.

## Storia

### XIX° secolo

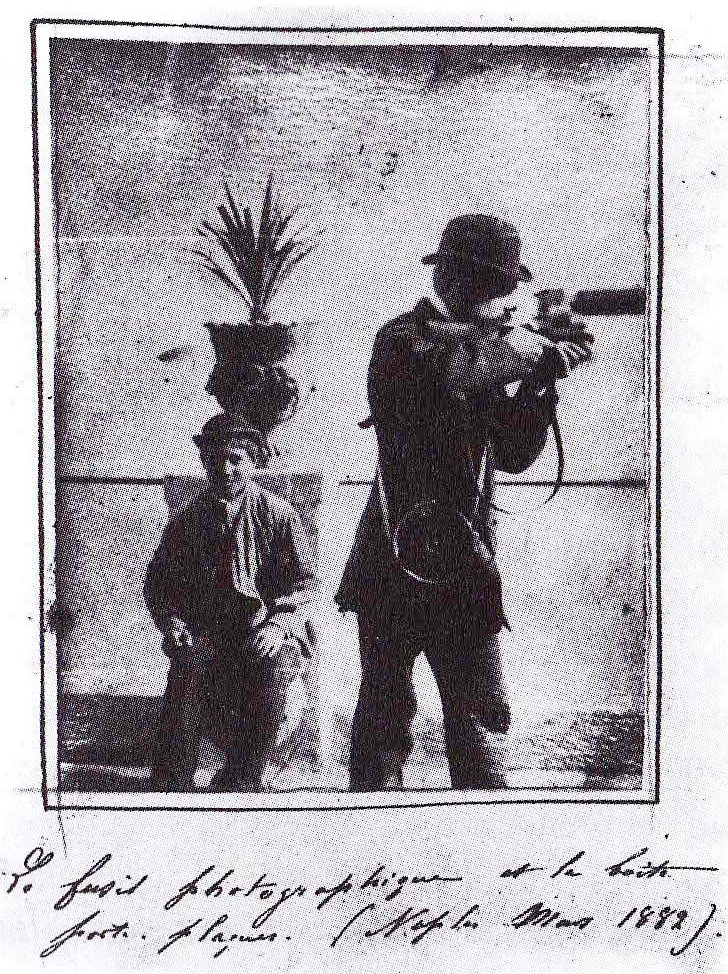
Étienne-Jules Marey a Napoli

Durante il suo soggiorno a Napoli nel 1888 l'inventore francese Étienne-Jules Marey, con il suo cronofotografo, imprime su pellicola un breve filmato dei Faraglioni intitolato Vague, baie de Naples. Il cinema a Napoli arrivò tre mesi dopo la sua invenzione ad opera dei Fratelli Lumiere, (anche se nel capoluogo partenopeo Menotti Cattaneo aveva brevettato una macchina somigliante): il 30 marzo 1896 al Salone Margherita ci fu la prima proiezione dei lavori dei fratelli francesi. Nel 1896 l'impresa Lumiere gira nella provincia napoletana alcuni filmati,  tra cui nel capoluogo, Levée de filets de peche, Via Marina e Santa Lucia, rendendola di fatto una delle città con la testimonianza cinematografica più antica.
Nel maggio 1898 il padovano Mario Recanati, considerato il primo in Italia a distribuire e commerciare film, aprì la prima sala cinematografica in Galleria Umberto I al civico 90; in quell'anno la nuova invenzione viene utilizzata anche a scopi pubblicitari ottenendo un successo tale da preoccupare la Questura di Napoli.

### XX° secolo

#### Dall'inizio del secolo alla prima guerra mondiale
Nei primi anni del Novecento sorse proprio in città, nel quartiere Vomero, la prima casa cinematografica italiana, ossia la Titanus (originariamente Monopolio Lombardo). Fondata da Gustavo Lombardo nel 1904, è la più grande e probabilmente celebre casa cinematografica del paese.
Il primo cortometraggio si deve a Roberto Troncone che girò nel 1900 Il ritorno delle carrozze da Montevergine; filmò con grande successo popolare l'eruzione del Vesuvio e proiettò nel 1907 nella Sala Elgè di via Poerio Il delitto delle Fontanelle, considerato il primo film prodotto a Napoli.
Nel 1906 i quotidiani cittadini, di fronte al successo del cinema, testimoniato dalle ventisette sale cinematografiche, parlano di "epidemia": l'inaugurazione del Cinema Internazionale provocò disordini sedati dalla polizia e si pensò di allargare Piazza Carità per risolvere i problemi della circolazione provocati dalla presenza di tale sala. Nel 1908 sei delle sette riviste cinematografiche pubblicate in Italia erano partenopee e la rivista «Lux» di Gustavo Lombardo era diffusa anche all'estero.

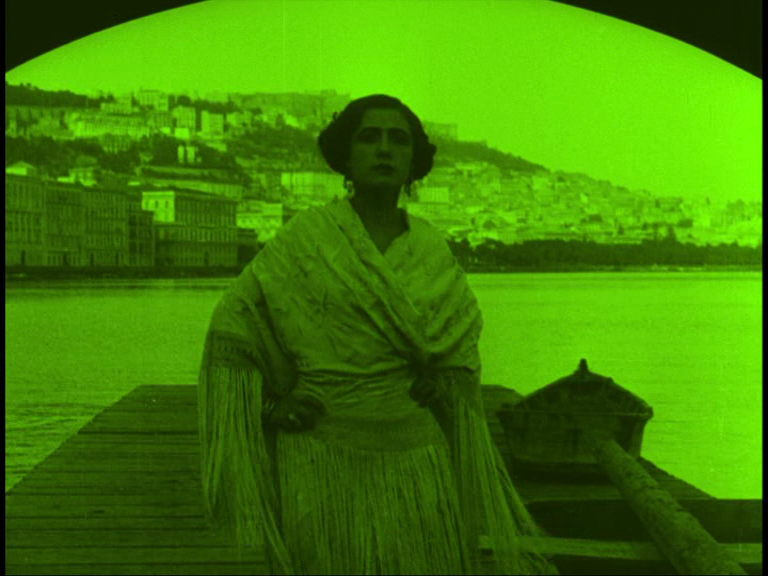
Francesca Bertini in Assunta Spina, da lei codiretto

Nel 1907, con La dea del mare di Salvatore di Giacomo, debutta al cinema Francesca Bertini, definita da Melania G. Mazzucco «Regina incontrastata del cinema muto italiano»: toscana di nascita ma di padre napoletano si trasferisce nel capoluogo partenopeo da piccola imparandone la lingua: viene considerata la prima diva del cinema e all'epoca la sua fama era tale che la corrispondenza le arrivava specificando solo la città dove abitava; fu anche sceneggiatrice con lo pseudonimo di Frank Bert.

Intorno al 1913 venne fondata ufficialmente la Polifilms di Giuseppe Di Luggo. A differenza delle altre, definite 
()
essa costituì un «salto di qualità». Essendo in difficoltà economiche, la casa produttrice, con sede in via Cimarosa, cedette nel 1919 i suoi impianti e teatri di posa a Gustavo Lombardo: questi, oltre al lavoro nell'editoria del settore, alla distribuzione all'estero di pellicole e alla fondazione della Titanus, portò in Italia i primi film di Charlie Chaplin nel 1915 ed Intolerance di D.W. Griffith nel 1916. Gian Piero Brunetta lo definisce un'eccezione laddove 
()

Intorno al 1909 nasce la Film Dora, successivamente diventata Dora Film, con Elvira Notari al lavoro come regista, sceneggiatrice e produttrice, del cui lavoro la Library of Congress conserva alcune copie di A Piedigrotta, aprendo nel 1925 a New York la Dora Film of America, per il pubblico costituito dagli emigranti che li potranno vedere con i titoli di Mary the Crazy Woman, Blood and Duty, The Orphan of Naples e From Piave to Trieste. Brunetta definisce i suoi film 
()
Casa di produzione a conduzione familiare, dopo aver iniziato a colorare le pellicole passa a produrre, con Elvira Notari alla conduzione, film tratti da drammi di Federico Stella e Crescenzo Di Maio, puntando, secondo il ricordo del figlio Eduardo, a fare «'o cinema de' napulitane»

#### Il periodo tra le due guerre
(.)
Nel biennio 1924-1925 un terzo delle pellicole italiane era girato nel capoluogo partenopeo, in un capannone sito all'angolo tra via Cimarosa e via Aniello Falcone. Nel 1934 debuttano come attori cinematografici Eduardo e Peppino De Filippo ne Il cappello a tre punte mentre Napoli d'altri tempi, del 1938, vede Vittorio De Sica come attore; nel 1937, con Fermo con le mani! di Gero Zambuto, debutta come attore cinematografico Totò.
Negli anni Trenta tuttavia la produzione cinematografica si sposta a Roma, secondo Goffredo Lombardo perché il padre Gustavo voleva «cambiare il sistema di produzione e la qualità dei film»; secondo però lo storico Daniela Manetti perché una disposizione dell'Ufficio censura per il cinema del 1928 già costituì «Una gravissima limitazione al genere partenopeo che Lombardo ha fatto apprezzare anche fuori dai confini regionali e una seria ipoteca per Napoli come città del cinema».

#### Dal dopoguerra alla fine del secolo

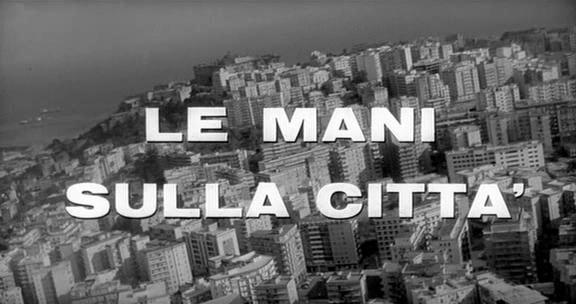
Sequenza d'apertura de Le mani sulla città: in alto, si può intravedere il Castel Sant'Elmo

I primi anni del dopoguerra a Napoli vengono portati al cinema da Roberto Rossellini che ambienta a Napoli il secondo episodio del film Paisà, candidato all'Oscar. Anche Le quattro giornate di Napoli, di Nanni Loy, del 1962, viene candidato all'Oscar; mentre il napoletano Francesco Rosi gira nel 1963 Le mani sulla città: il film, premiato con il Leone d'oro al Festival di Venezia dello stesso anno, viene definito un «impietoso ritratto di una Napoli frastornata e devastata dalla selvaggia ed asfissiante speculazione edilizia posta in essere a partire dagli anni '50».
Due film tratti da sceneggiate e dirette da Raffaello Matarazzo, nel 1949 Catene e nel 1951 I figli di nessuno, diventano «trionfi cinematografici»: il primo è stato inserito tra i 100 film italiani da salvare, superando all'epoca il miliardo di lire di incasso.
Nel 1981 Massimo Troisi debutta come attore e regista in Ricomincio da tre: il film incassa 14 miliardi di lire a fronte di una spesa di 450 milioni, restando in cartellone in una sala cinematografica romana per seicento giorni, vincendo tra l'altro due premi David di Donatello, come miglior film e miglior attore protagonista.

## Attori e registi napoletani premiati almeno a livello internazionale
Tra gli attori napoletani, Sophia Loren ha vinto l'Oscar nel 1960 per La ciociara e l'Oscar alla carriera nel 1991, nonché il Leone d'oro in occasione della Mostra del cinema di Venezia, sette anni dopo mentre Totò viene definito dalla Treccani un «Comico di grande forza e mimo eccezionale». Massimo Troisi, anche regista il cui film Il postino ricevette due candidature all'Oscar, viene definito dalla Treccani «Attore dalla comicità coinvolgente basata soprattutto su monologhi virtuosistici».

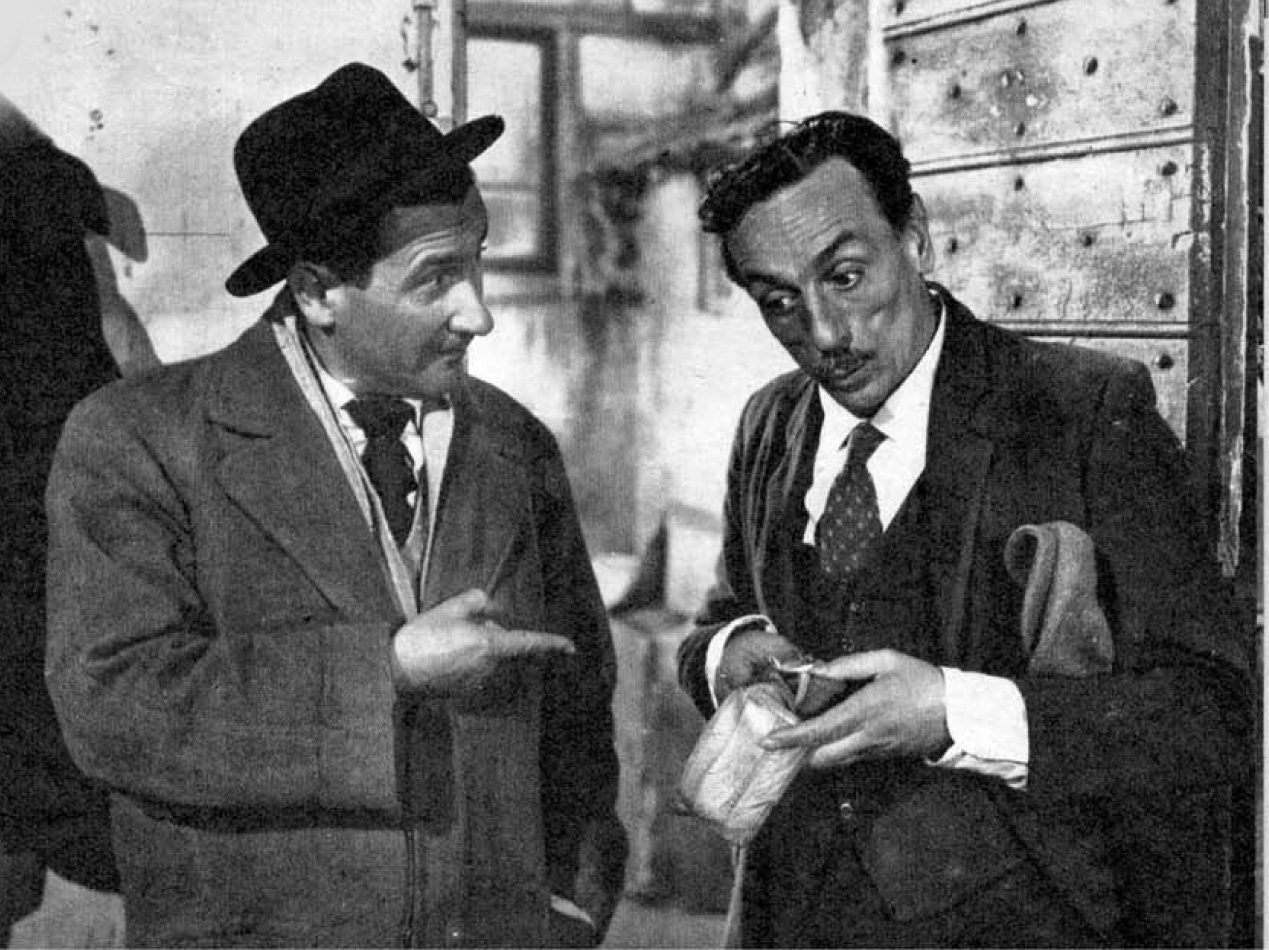
Eduardo De Filippo in una scena de I sette peccati capitali

Tra i registi, Vittorio De Sica, che s'identificava come napoletano, è stato premiato quattro volte con l'Oscar.
Napoli è inoltre stata ampiamente rappresentata nella cinematografia nazionale e internazionale: grandi registi si sono succeduti negli anni, a partire dai Fratelli Lumiere che nel 1898 effettuarono alcune delle loro prime riprese sul lungomare di Napoli, passando attraverso gli anni sessanta e settanta con i film di Mario Monicelli, Roberto Rossellini con Paisà, Pier Paolo Pasolini, Ettore Scola, Nanni Loy, Dino Risi con Operazione San Gennaro e tanti altri, fino ad arrivare ai giorni nostri con Giuseppe Tornatore, Gabriele Salvatores, Matteo Garrone, John Turturro e Ferzan Özpetek con Napoli velata.

## Elenco dei principali film ambientati a Napoli

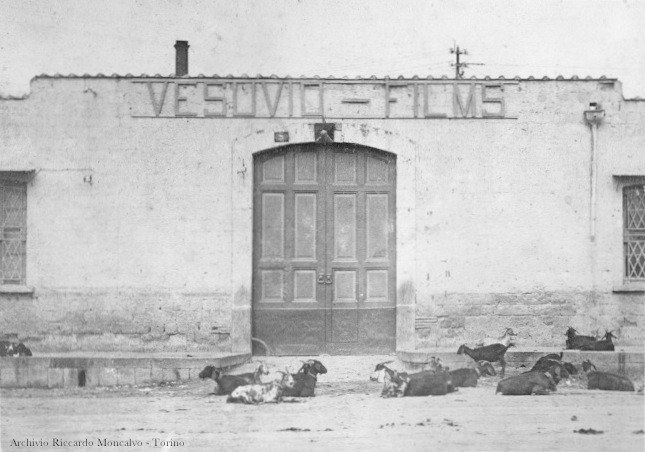
Lo stabilimento della Vesuvio Films a Poggioreale nel 1912.

I film ambientati a Napoli sono pellicole cinematografiche prodotte nella città partenopea che includono fiction, soap opera, videoclip musicali, documentari, cortometraggi, film d'animazione, programmi televisivi, pubblicità e cronofotografie.
- Paisà (1946), vincitore al Nastro d'argento)[52]
- Napoli milionaria (1950)
- Carosello napoletano (1954), vincitore del Prix International al festival di Cannes[53]
- L'oro di Napoli (1954), vincitore di due Nastri d'argento nel 1955[54]
- Miseria e nobiltà (1954)
- Viaggio in Italia (1954)
- Ferdinando I Re di Napoli (1959)
- La baia di Napoli (1960)
- Il giudizio universale (1961)
- Ieri, Oggi, Domani (1963), vincitore dell'Oscar per il film straniero[55]
- Le mani sulla città (1963)
- Matrimonio all'italiana (1964), David di Donatello come Migliore attore protagonista a Marcello Mastroianni, Migliore attrice protagonista a Sophia Loren, Migliore produttore a Carlo Ponti e Migliore regista a Vittorio De Sica nel 1965[56]
- Operazione San Gennaro (1966)
- Giallo napoletano (1980)
- Ricomincio da tre (1981)[39]
- Così parlò Bellavista (1984)
- Il camorrista (1986)
- Pensavo fosse amore... invece era un calesse (1991)
- L'amore molesto (1995)
- I vesuviani (1997)
- Incantesimo napoletano (2002)
- Gomorra (2008)
- Fortapàsc (2009)
- Passione (2010)
- Reality (2012)
- Song'e Napule (2013)
- Napoli velata (2017)
- La paranza dei bambini (2019)
- È stata la mano di Dio (2021)
- Mixed by Erry (2023)
- Parthenope (2024)

### Storia
Il centro antico, la costa e l'entroterra di Napoli sono la testimonianza cinematografica più antica del cinema italiano. I Fratelli Lumière effettuarono, infatti, sulla Riviera di Chiaia, in Via Toledo, sulla Funicolare del Vesuvio ed in altre zone della città, alcune riprese nel 1898. Nella Galleria Umberto I era allora già attiva dal 1897 la sala Recanati, la prima sala cinematografica d'Italia creata dal veneto Mario Recanati.
Da quest'esperienza, all'inizio del Novecento, la città divenne uno dei poli della nascente industria cinematografica italiana, assieme a Roma e Torino: nel quartiere Vomero sorsero alcune tra le prime case di produzione cinematografica italiane, come la Partenope Film dei Fratelli Troncone nel 1906 in via Francesco Solimena e la Polifilms di Giuseppe Di Luggo nel 1915 in via Domenico Cimarosa, la quale fu rilevata ed assorbita nel 1918 dalla Lombardo Film di Gustavo Lombardo, che diventerà poi la Titanus nel 1928. Famosa fu l'attività di Elvira Notari con la sua Dora Film (situata in Via Roma, 91) e di molti altri registi, produttori, attori e maestranze, che in seguito si trasferirono la maggior parte nella Capitale, quando il Regime Fascista decise di centralizzare la produzione cinematografica a Cinecittà. A Napoli, la Notari fondò anche una Scuola d'arte cinematografica (in Via Leonardo di Capua, 15). A via Purgatorio, in zona Poggioreale, venne fondata da Augusto Turchi nel 1909 la Vesuvio Films,  una delle prime manifatture cinematografiche d'Italia che produsse oltre una cinquantina di pellicole fino al 1914.
Come già avviene in altre città europee ed americane, per la presenza così assidua e diffusa della realtà cinematografica nella città di Napoli e nei suoi dintorni, si è sviluppato anche qui il cosiddetto turismo cinematografico, che offre la possibilità di visitare i luoghi immortalati dai più grandi registi cinematografici (come De Sica o Rossellini) nelle loro pellicole, organizzando dei veri e propri itinerari e visite guidate alle location dei film più celebri.
I tempi pioneristici dell'industria cinematografica napoletana presero termine durante il Ventennio fascista: l'enfasi posta sullo sviluppo di Roma e l'abbassamento dei costi dovuti alla centralizzazione fecero sì che la produzione dei film italiani venne trasferita sulle sponde del Tevere, dove vennero costruiti gli stabilimenti di Cinecittà.